# David Marty
David Marty, nascut el 30 d'octubre de 1982 a Perpinyà (Catalunya Nord), és un jugador de rugbi a XV que ocupa la posició de centre (rugbi) a l'equip de l'USAP de Perpinyà.

## Historial

### En club
- Vilallonga de la Salanca (primer pas a benjamí)
- Entesa Canet-Santa Maria la Mar (mínim a fill petit)
- USAP (des de júnior)

### A l'equip nacional
El seu primer partit com a internacional amb França va ser el 19 de març de 2005 contra Itàlia. Talent d'or.

## Palmarès

### Club
- Finalista del Campionat de França de rugbi a 15 2004 amb l'USAP.
- Campionat de França de rugbi a 15 2009 amb l'USAP
- Finalista del Campionat de França de rugbi a 15 2010 amb l'USAP.
- Campió de França UFOLEP C

### A l'equip nacional
- Vencedor del Torneig de les Sis Nacions: 2006, 2007, 2010
- 18 partits en l'equip de França des de 2005.
- 8 assaigs (40 punts)
- Partits per any : 3 el 2005, 5 el 2006, 10 el 2007
- Integrant de la selecció de França sub21